# پیتر کنینگ
پیتر کنینگ (انگلیسی: Peter Conning؛ زادهٔ ۱ ژانویهٔ ۱۹۶۴) بازیکن فوتبال است.